# Luis de Morales

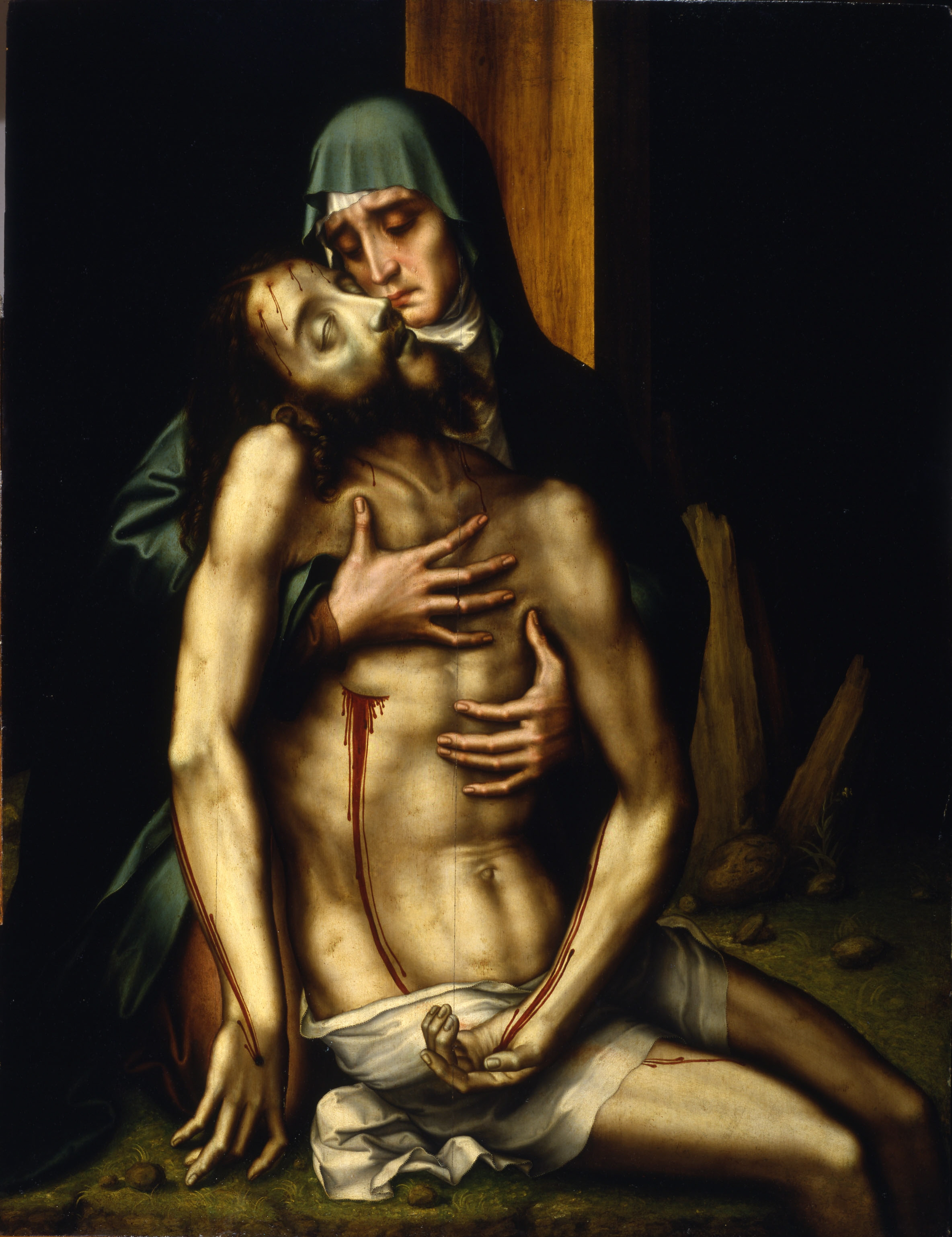
Pietà (1560)

Luis de Morales, zw. Il Divino (ur. między 1509 a 1520 w Badajoz w prowincji Estremadura, zm. 9 maja 1586 tamże) – hiszpański malarz okresu manieryzmu.

## Życiorys
Niewiele wiadomo o jego życiu. Uczył się w pracowni malarza pochodzenia flamandzkiego Pedra de Campaña w Sewilli. Przez pewien czas działał zapewne w Portugalii i być może we Włoszech. W 1563 powołany został przez Filipa II do dekoracji Escorialu. Od 1564 pracował dla biskupa Badajoz (później arcybiskupa Walencji) – Jana de Ribery. Namalował dla niego m.in. Sąd Ostateczny Juana de Ribery.
Malował wyłącznie obrazy religijne, stąd przydomek Boski. Najczęściej podejmował takie tematy, jak: „Madonna z Dzieciątkiem”, „Pietà”, „Ecce Homo”, „Mater Dolorosa”. Wykonał obrazy ołtarzowe dla wielu kościołów m.in. do Kaplicy Najświętszego Sakramentu w katedrze w Badajoz (1554), 20 obrazów do kościoła Wniebowzięcia Najświętszej Marii Panny w Arroyo de la Luz w prowincji Cáceres (1560–1563) oraz kościoła w Higuerze (1565). Jego dzieła odznaczają się ascetyczno-posępnym wyrazem, zimną paletą barw z przewagą fioletu i szarości oraz delikatnymi efektami światłocieniowymi (Leonardowskie sfumato). Cechuje je jednorodna tematyka, prostota, czystość form, czułość połączona z bólem i naiwność z kontemplacją. Wiele przypisywanych mu obrazów jest zapewne dziełem jego współpracowników i uczniów. Zmarł w nędzy i zapomnieniu. Wywarł wielki wpływ na hiszpańskie malarstwo religijne XVII w.

## Dzieła
- Błogosławiony Juan de Ribera – 1564, 40×28 cm, Prado, Madryt
- Chrystus i dobry łotr – 70×41 cm, Prado, Madryt
- Ecce Homo – 54×96 cm, Królewska Akademia Sztuk Pięknych św. Ferdynanda, Madryt
- Ecce Homo – 40×28 cm, Prado, Madryt
- Ecce Homo – 75×57 cm, Hispanic Society of America, Nowy Jork
- Hołd Trzech Króli – 1570–1575, 167×98 cm, Prado, Madryt
- Madonna i Dzieciątko z wrzecionem – 1567–1569, 49×33 cm, Gemäldegalerie, Berlin
- Madonna karmiąca – ok. 1550, 84×64 cm, Prado, Madryt
- Madonna z Dzieciątkiem – 1565–1570, 28×19 cm, National Gallery w Londynie
- Madonna z Dzieciątkiem – 57×40, Prado, Madryt
- Madonna z Dzieciątkiem – ok. 1567, 43,5×29,5 cm, Ashmolean Museum, Oksford
- Madonna z Dzieciątkiem –  ok. 1570, 72 x 52 cm, Ermitaż, Sankt Petersburg
- Madonna z Dzieciątkiem i małym św. Janem – 1550, 120×80 cm, Katedra w Salamance
- Madonna z Dzieciątkiem i małym św. Janem – 120×80 cm, Prado, Madryt
- Mater Dolorosa – 1570, 101×81 cm, Katedra w Toledo
- Mater Dolorosa – 73×51 cm, Muzeum Sztuk Pięknych w Maladze
- Mater Dolorosa – ok. 1570, 83×58, Ermitaż, Sankt Petersburg
- Nazareńczyk – 1566, Collegio del Patriarca, Walencja
- Ofiarowanie w świątyni – 1552–1553, 146×114 cm, Prado, Madryt
- Opłakiwanie – 170×125 cm, Museo Provincial, Salamanka
- Pietà – 1560, 126×98 cm, Królewska Akademia Sztuk Pięknych Św. Ferdynanda, Madryt
- Pietà – 1560, 72×50 cm, Muzeum Sztuk Pięknych w Bilbao
- Pietà – 1565–1570, 42×30 cm, Prado, Madryt
- Św. Jan Chrzciciel – 47×34 cm, Prado, Madryt
- Święta Rodzina – 91×67 cm, Hispanic Society of America, Nowy Jork
- Święty Szczepan – 67×50 cm, Prado, Madryt
- Zwiastowanie – 1552–1553, 109×83 cm, Prado, Madryt